# Szubienica w Sanoku

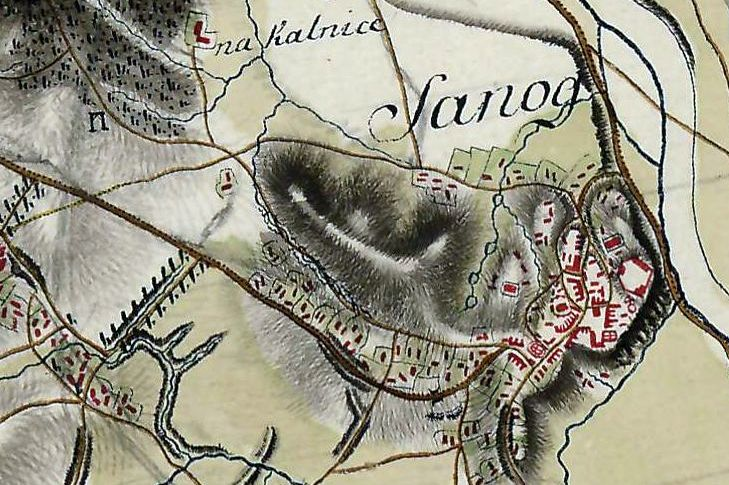
Szubienica na Glinicach (1783) w kierunku na „Kalnicę”

Szubienica w Sanoku – miejsce straceń znajdujące się niegdyś na wzniesieniu Glinice obok dawnego podgórskiego szlaku do Trepczy i Dąbrówki.
Szubienica umiejscowiona była na zboczach wzniesienia Glinica (393 m n.p.m.) w pobliżu wsi Dąbrówka i musiała być dobrze widoczna z drogi prowadzącej do miasta. Nie wiadomo jak była wykonana sanocka szubienica (z drewna czy z murowaną cylindryczną podstawą), nie pozostał po niej widoczny ślad. W pobliżu miejsca, gdzie była szubienica biegnie ze wschodu na zachód droga do Krosna i dalej do Przemyśla.
Szutrowa ścieżka przebiegająca przez to miejsce ma tradycję sięgającą czasów średniowiecza. Za nią teren opada gwałtownie w dół w kierunku północno-wschodnim. Na podstawie mapy Originalaufnahme des Königreiches Galizien und Lodomerien (1779–1783) w skali 1:28.800, szubienica zlokalizowana była na Glinicach w kierunku „na Kalnicę”, na południowy zachód od miasta. Zapiski pochodzące z sanockiej księgi wójtowsko-ławniczej potwierdzają również użytkowanie tego miejsca kaźni zgodnie z jego przeznaczeniem. Szubienica zajmowała miejsce na pastwisku miejskim zwanym „Krzakami Glinicznymi”, u podnóża którego znajduje się cmentarz komunalny „na Matejki” założony pod koniec XVIII wieku.
Szubienice przy których dokonywano aktu sprawiedliwości lokalizowane były powszechnie poza murami miejskimi i poza wszelkimi źródłami i ujęciami wody.
Według relacji z regestru złoczyńców zamku sanockiego wieszanie odbywało się w ten sposób, że „skazanego wprowadzano na najwyższy szczebel drabiny, tam przywiązywano go do belki poziomej, po czym spychano z drabiny”. 26 sierpnia 1561 roku powieszono na niej prawdopodobnie Jacka z Pielle uznanego za winnego kradzieży koni i wołów, które odprowadził do Węgier. 25 kwietnia 1572 roku zawisł ostatecznie na szubienicy w Sanoku Iwan z Żarnowca syn kożuszkowego, któremu udowodniono kradzież sukni niewieściej z aksamitem i błękitnej chłopskiej. Według zwyczaju skazańców grzebano w pobliżu szubienicy.
Przypuszczalnie w połowie XIX stulecia, po jej rozbiórce, wzniesienie to przekształcono na punkt widokowy. Na mapie wojskowej z roku z 1869 w miejscu tym zaznaczona jest przydrożna kapliczka. Niedługo potem teren ten zalesiono. W miejscu dawnej szubienicy stanął krzyż, być może w tym miejscu skazani modlili się przed egzekucją.
Dawne wzgórze szubieniczne porośnięte jest lasem podmiejskim, w którym uprawiane jest kolarstwo górskie.